# Brachiacantha quadripunctata
Brachiacantha quadripunctata är en skalbaggsart som beskrevs av Melsheimer 1847. Brachiacantha quadripunctata ingår i släktet Brachiacantha och familjen nyckelpigor.

## Underarter
Arten delas in i följande underarter:
- B. q. quadripunctata
- B. q. flavifrons